# بريان آهرني
بريان آهرني (بالإنجليزية: Brian Aherne)‏ هو ممثل بريطاني، ولد في 2 مايو 1902 في المملكة المتحدة، وتوفي في 10 فبراير 1986 في الولايات المتحدة بسبب نوبة قلبية.

## أعمال

### أفلام
- (1953) تيتانيك

## ترشيحات
- جائزة الأوسكار لأفضل ممثل مساعد

## وصلات خارجية
- بريان آهرني على موقع IMDb (الإنجليزية)
- بريان آهرني على موقع ألو سيني (الفرنسية)
- بريان آهرني على موقع أول موفي (الإنجليزية)
- بريان آهرني على موقع قاعدة بيانات برودواي على الإنترنت (الإنجليزية)
- بريان آهرني على موقع قاعدة بيانات الأفلام السويدية (السويدية)
- بريان آهرني على موقع إن إن دي بي (الإنجليزية)
- بريان آهرني على موقع ديسكوغز (الإنجليزية)
- بريان آهرني على موقع قاعدة بيانات الفيلم (الإنجليزية)
- بريان آهرني على موقع كينوبويسك (الروسية)